# John A. Russo
John A. Russo (auch Jack Russo oder John Russo), (* 2. Februar 1939 in den USA) ist ein US-amerikanischer Drehbuchautor, Filmregisseur, Filmproduzent und Schauspieler. Zu seinen bekanntesten Werken zählen die Horror-Klassiker Die Nacht der lebenden Toten und Santa Claws von 1996.

## Leben und Karriere
Russo ist in Clarion, Pennsylvania, aufgewachsen und besuchte später die West Virginia University. Nach dem College wurde Russo in die Armee eingezogen und diente zwei Jahre lang. Nach seiner Armeezeit schloss er sich seinen Freunden Rudy Ricci und George A. Romero an, die schon seit einiger Zeit Pläne für einen Spielfilm machten. Russo, der schon in der 4. Klasse sein Talent zum Schreiben entdeckte, hatte dann die Idee von einem jungen Mann, der über eine Vielzahl von Ghulen stolperte, die sich von menschlichen Leichen ernährten. Romero fand die Idee gut und einige Tage später präsentierte er Russo die ersten vierzig Seiten einer Geschichte, die auf dieser Idee basierte. Gemeinsam verfassten sie das Drehbuch zu ihrem Horrorfilm Die Nacht der lebenden Toten, der später zu den Filmreihen Die Nacht der lebenden Toten und Rückkehr der lebenden Toten führte, wobei letztere auf einer Geschichte von Russo basiert. Romero fand die Idee gut und einige Tage später präsentierte er Russo die ersten vierzig Seiten einer Geschichte, die auf dieser Idee basierte.
Russo schrieb zahlreiche Romane und begann, wie sein Freund Romero, eigene Filme zu machen. The Booby Hatch war eine Sex-Komödie, die er gemeinsam mit Rudy Ricci schrieb und die 1976 veröffentlicht wurde. Midnight war eine Adaption von Russos gleichnamigem Roman und erschien 1982. Sein Roman The Majorettes wurde von Russo selbst adaptiert und von Bill Hinzman inszeniert, der in der Nacht der lebenden Toten den Friedhofszombie gespielt hatte. Russos nächster Film war Heartstopper, den er persönlich für seine Inszenierung hielt und unter anderen mit den Darstellern Michael J. Pollard und Moon Unit Zappa besetzt hatte.
Gemeinsam mit dem Produzenten Russell Streiner gründete Russo des John Russo Movie Making-Programms am DuBois Business College in DuBois, Pennsylvania.
Russo lebt in Glassport, Pennsylvania.

## Filmografie
- 1968: Die Nacht der lebenden Toten (Storylieferant mit Rudy Ricci und Russell Streiner für das Drehbuch von Dan O’Bannon, Schauspieler)
- 1971: There's Always Vanilla (Produzent, Schauspieler)
- 1976: The Booby Hatch (Drehbuch, Regie, Produzent, Schauspieler)
- 1982: Midnight (Drehbuch, Regie, Schauspieler)
- 1986: The Majorettes (Drehbuch, Produzent)
- 1990: Die Rückkehr der Untoten (Produzent)
- 1991: Voodoo Dawn (Drehbuch)
- 1992: Scream Queens Swimsuit Sensations (Regie)
- 1993: Midnight 2 (Drehbuch, Regie)
- 1993: Heartstopper (Drehbuch, Regie)
- 1997: Besucher aus dem Jenseits – Sie kommen bei Nacht (Schauspieler)
- 1996: Scream Queens' Naked Christmas (Drehbuch, Regie)
- 1996: Santa Claws (Drehbuch, Regie, Produzent, Schauspieler)
- 1999: Night of the Living Dead: 30th Anniversary Edition (Drehbuch, Regie, Produzent)
- 2001: Children of the Living Dead (Produzent)
- 2002: Saloonatics (Drehbuch, Regie)
- 2016: My Uncle John Is a Zombie (Drehbuch, Regie, Schauspieler)

## Bibliographie
- Night of the Living Dead, Warner paperback Library, 1974, ISBN 0-446-76410-8
- Return of the Living Dead Dale, 1977, ISBN 1-55197-508-4
- Majorettes, Pocket books, 1979, ISBN 0-671-82315-9
- Midnight, Pocket books, 1980, ISBN 0-67183-432-0
- Limb to Limb, Pocket Books, 1981, ISBN 0-671-41690-1
- Bloodsisters, Pocket Books, 1982, ISBN 0-671-41692-8
- Black Cat, Pocket Books, 1982, ISBN 0-671-41691-X
- The Awakening, Pocket Books, 198, ISBN 0-671-45259-2
- Day Care, Pocket Books, 1985, ISBN 0-671-45261-4
- Return of the Living Dead, Arrow Books, 1985, ISBN 0-09-942610-2
- Inhuman, Pocket Books, 1986, ISBN 0-671-45262-2
- Voodoo Dawn, Imagine, 1987
- Living Things, Popular Library, 1988, ISBN 0-445-20666-7
- The Complete Night of the Living Dead Film Book, Random House, 1989
- Making Movies, Dell, 1989, ISBN 0-440-50046-X
- Scare Tactics, Dell, 1992, ISBN 0-440-50355-8
- How to Make Your Own Feature Movie for $10,000 or Less, Zinn P.G., 1995, ISBN 0-935016-10-4
- Hell's Creation, Ravenmor, 1995, ISBN 1-55197-060-0
- The Sanity Ward, Ravenmor, 1995, ISBN 1-55197-532-7
- Undead, Kensington, 2010, ISBN 0-75825-873-9 (Sammelband mit Night of the Living Dead und Return of the Living Dead )
- The Big Book of Bizarro, Burning Bulb Publishing, 2011, ISBN 0-615-50203-2 (Enthält die Kurzgeschichte Channel 666)
- The Hungry Dead, Kensington, 2013, ISBN 0-75828-499-3  (Enthält eine Novelle des Comics  Escape of the Living Dead und den Roman von Midnight von 1980)
- Dealey Plaza, Burning Bulb Publishing, 2014, ISBN 0-615-96708-6
- Epidemic of the Living Dead, Kensington, 2018, ISBN 978-1-4967-1666-8
- Spawn of the Living Dead, CreateSpace Independent Publishing Platform, 2019, ISBN 978-1-5142-7849-9